# 矮柱花草
矮柱花草（学名：Stylosanthes humilis）是一种豆科植物。这种植物原产于南美洲巴西、委内瑞拉、巴拿马和加勒比海岸等地。
种加名 humilis 意为“低矮的”。